# Anisothecium pseudorufescens
Anisothecium pseudorufescens är en bladmossart som beskrevs av Brotherus 1924. Anisothecium pseudorufescens ingår i släktet Anisothecium och familjen Dicranaceae. Inga underarter finns listade i Catalogue of Life.